# Celtic fusion
La celtic fusion comprende la fusione di elementi di musica celtica tradizionale con la musica new age e il pop.
Il risultato è qualcosa che rievoca la musica celtica, specialmente nei temi e nei testi, ma con una strumentazione distintamente attuale che non dà l'impressione né di un sound attuale, né antico.